# La Vie Théodore
Albums de Alain Souchon
J'veux du live
(2002) Écoutez d'où ma peine vient
(2008)
La Vie Théodore est le 11e album studio d'Alain Souchon sorti en 2005. Le titre de l'album, et la chanson éponyme, sont un hommage à Théodore Monod. La vie Théodore, c'est une vie de simplicité, de recueillement, comme celle de Théodore Monod lorsqu'il se rend dans le désert, par opposition à l'accumulation de biens matériels à laquelle nous pousse la société de consommation. Les arrangements et la réalisation sont de Michel Cœuriot.
Lisa est une reprise du groupe Les Cherche Midi, formé par les fils de Souchon et Voulzy.
Bonjour tristesse, chanson écrite en hommage à Françoise Sagan, fera l'objet d'une nouvelle version sur l'album suivant.
À cause d'elle donnera six ans plus tard son nom à un album de reprises des chansons qui ont bercé l'enfance d'Alain Souchon.

## Titres
| No  | Titre                               | Paroles                   | Musique                         | Durée |
| --- | ----------------------------------- | ------------------------- | ------------------------------- | ----- |
| 1.  | Putain ça penche                    | Alain Souchon             | Laurent Voulzy                  | 3:54  |
| 2.  | J'aimais mieux quand c'était toi    | Alain Souchon             | Alain Souchon                   | 4:02  |
| 3.  | Bonjour tristesse                   | Alain Souchon             | Alain Souchon                   | 3:22  |
| 4.  | La Vie Théodore                     | Alain Souchon             | Alain Souchon                   | 3:54  |
| 5.  | En collant l'oreille sur l'appareil | Alain Souchon             | Alain Souchon                   | 4:18  |
| 6.  | À cause d'elle                      | Alain Souchon             | Laurent Voulzy                  | 3:44  |
| 7.  | Et si en plus y'a personne          | Alain Souchon             | Laurent Voulzy                  | 4:10  |
| 8.  | Le Mystère                          | Alain Souchon             | Alain Souchon                   | 3:56  |
| 9.  | Le Marin                            | Alain Souchon             | Pierre Souchon                  | 2:56  |
| 10. | L'Île du dédain                     | Alain Souchon             | Pierre et Alain Souchon         | 3:24  |
| 11. | Lisa                                | M. Davidovicci/P. Grillet | Pierre Souchon et Julien Voulzy | 2:27  |

## Classement hebdomadaire
| Classement (2005)            | Meilleure position |
| ---------------------------- | ------------------ |
| Belgique (Wallonie Ultratop) | 1                  |
| France (SNEP)                | 1                  |
| Suisse (Schweizer Hitparade) | 3                  |

## Certifications
| Pays           | Certification |
| -------------- | ------------- |
| France (SNEP)  | 2 × Platine   |
| Belgique (BEA) | Or            |